# 北中站
北中站（韓語：북중역）是朝鮮民主主義人民共和國平安北道龙川郡的一個鐵路車站，属于多狮岛线。

## 邻近车站
多狮岛线
龙川站 - 北中站 - 龙岩浦站